# Moyeuvre-Petite
 Moyeuvre-Petite  es una población y comuna francesa, en la región de Lorena, departamento de Mosela, en el distrito de Thionville-Ouest y cantón de Moyeuvre-Grande.

## Demografía
| 613 | 720 | 679 | 593 | 589 | 560 |
| Para los censos de 1962 a 1999 la población legal corresponde a la población sin duplicidades (Fuente: INSEE [Consultar]) |     |     |     |     |     |